# Дьєзе Мартош
Дьєзе Мартош (угор. Győző Martos, нар. 15 грудня 1949, Будапешт) — угорський футболіст, що грав на позиції захисника.
Виступав, зокрема, за клуб «Ференцварош», а також національну збірну Угорщини, у складі якої був учасником двох чемпіонатів світу.

## Клубна кар'єра
У дорослому футболі дебютував 1970 року виступами за команду «Ференцварош», в якій провів дев'ять сезонів, взявши участь у 202 матчах чемпіонату. Більшість часу, проведеного у складі «Ференцвароша», був основним гравцем захисту команди. За цей час виборов титул чемпіона Угорщини (1976) та 4 Кубки Угорщини (1972, 1974, 1976, 1978).
Протягом 1979—1981 років захищав кольори клубу «Волан», а завершив ігрову кар'єру у бельгійській команді «Ватерсхей Тор», за яку виступав протягом 1981—1984 років.

## Виступи за збірну
15 березня 1977 року дебютував в офіційних матчах у складі національної збірної Угорщини в товариському матчі проти Ірану (2:0).
У складі збірної був учасником чемпіонату світу 1978 року в Аргентині та чемпіонату світу 1982 року в Іспанії. На обох турнірах Мартош був основним гравцем і зіграв у всіх трьох матчах, але його команда обидва рази не змогла подолати груповий етап.
Загалом протягом кар'єри у національній команді, яка тривала 7 років, провів у її формі 34 матчі.

## Титули і досягнення
- Чемпіон Угорщини (1):

«Ференцварош»: 1975/76
- Володар Кубка Угорщини (5):

«Ференцварош»: 1971/72, 1973/74, 1975/76, 1982/83